# Корунка (комуна)
Корунка (рум. Corunca) — комуна у повіті Муреш в Румунії. До складу комуни входять такі села (дані про населення за 2002 рік):
- Бозень (119 осіб)
- Корунка (1624 особи) — адміністративний центр комуни

Комуна розташована на відстані 258 км на північний захід від Бухареста, 5 км на південний схід від Тиргу-Муреша, 82 км на схід від Клуж-Напоки, 122 км на північний захід від Брашова.

## Населення
У 2009 році у комуні проживали 2049 осіб.